# Кузнечиковые хомячки
Кузнечиковые хомячки, или скорпионовые хомячки (лат. Onychomys), — род грызунов подсемейства хомяковых.

## Образ жизни
Кузнечиковые хомячки активны круглый год ночью. Эти животные едят мелких беспозвоночных, в том числе насекомых. Могут нападать на скорпионов, сколопендр, тарантулов прочих ядовитых насекомых и есть их, а также пожирать небольших грызунов, мелких змей и ящериц. Это ловкий, осторожный зверёк и в то же время дерзкий охотник. Они территориальны и крайне агрессивно реагируют на появление особей того же пола. Только изредка, например около большого семейства скорпионов, может временно собраться несколько особей. Кузнечиковые хомячки временами садятся, поднимают голову и издают высокочастотный писк в течение около 1—2 секунд, широко раскрыв рот. Такие крики издают преимущественно самцы. Более крупные животные издают несколько более низкие звуки, поэтому предупреждающие сигналы также передают информацию о возрасте и размере предупреждающего животного.

## Виды
Род включает три вида:
- Кузнечиковый хомячок Мирнса (Onychomys arenicola)
- Северный кузнечиковый хомячок (Onychomys leucogaster)
- Южный кузнечиковый хомячок (Onychomys torridus)